# Age of Empires (videohra)
Age of Empires je historická realtimová strategie, kterou vyvinula společnost Ensemble Studios a vydal Microsoft. Jedná se o první díl v sérii Age of Empires. Hra využívá enginu Genie, jenž je založen na 2D spritech. Hráč hraje v roli vůdce starověké civilizace a postupuje ve čtyřech obdobích (dobou kamennou, nástrojů, bronzovou a železnou), přičemž s každým postupem získává přístup k novým a vylepšeným jednotkám.
Hra byla velmi dobře přijata kritiky a byla jimi často přirovnávána ke hrám ze sérií Civilization a Warcraft. Je považována za jednu z nejlepších videoher vůbec. V roce 1998 se dočkal vydání datadisk s názvem The Rise of Rome, jenž byl poté s hlavní hrou vydán v rámci The Gold Edition. Pokračování Age of Empires II bylo vydáno v roce 1999. Na trh byla také 20. února 2018 uvedena remasterovaná verze Age of Empires: Definitive Edition.

## Hratelnost
Ve hře Age of Empires musí hráč rozvíjet civilizaci a udělat z lovců a sběračů vyspělou říši doby železné. Aby si hráč zajistil vítězství, musí získat potřebné suroviny k zaplacení nových vojenských jednotek, staveb a pokročilejších technologií. Suroviny musí být skladovány, protože se v průběhu hry neobnovují; například stromy, které jsou pokáceny, znovu nevyrostou.
Ve hře je dostupných dvanáct civilizací, jež se liší vlastnostmi, počtem dostupných technologií a vojenskými jednotkami. Každá z civilizací má jedinečné technologie, z toho důvodu žádná z nich nemůže ve hře disponovat všemi technologiemi.
Podstatnou částí hry je postup skrze věky; jedná se o dobu kamennou (mezolit, kočovnictví a paleolit), dobu nástrojů (neolit a eneolit), dobu bronzovou a dobu železnou. Postupu mezi věky, jež přináší hráči pokročilejší technologie, zbraně a vojenské jednotky, lze dosáhnout výzkumem v městském centru (Town Center).

### Módy
Hra obsahuje kampaně pro jednoho hráče, ve kterých hráč musí plnit specifické úkoly. Kampaně jsou hrané v lineárním stylu – jsou dány předem určenými scénáři – a sledují historii egyptské, řecké a babylonské civilizace a japonské civilizace z období Jamato. Pro demoverzi hry byla také vytvořena kampaň zasazená v období říše Chetitů. Ve hře je vedle kampaní dostupný herní mód zvaný „random map“, jenž každou novou hru vygeneruje jinou mapu. Ten existuje mimo jiné v různých verzích, jako je například „death match“, ve kterém je náročnější získávat suroviny.
Age of Empires podporuje hraní online a po síti až pro osm hráčů současně. Protože hraní po síti není natolik sofistikované jako v moderních hrách, dochází často k lagům a odpojení. Hraní pro více hráčů podporovaly do 19. června 2006 webové stránky Microsoft Gaming Zone, následně však upustily od většiny CD-ROM her, a to včetně Age of Empires a Age of Empires II: The Age of Kings.
Za pomoci programu „Scenario Builder“ mohli uživatelé vytvořit kampaně se scénáři. Nástroj není komplikovaný a je snazší na naučení než srovnatelné programy používané v moderních hrách, neobsahuje však kvůli tomu tolik možností. Ensemble Studios vytvořilo s pomocí nástroje Scenario Builder kampaně pro jednoho hráče, jež byly součástí maloobchodní verzi hry. Vznikla řada neoficiálních stránek, kde bylo možné nahrát a stáhnout vlastní scénáře. Na konci roku 2005 bylo odhaleno, že pokud došlo k úpravě několika souborů hry, objevily se v editoru vojenské jednotky z beta verze. Jednalo se například o kosmickou loď a hrdinu, v jehož blízkosti mohlo dojít ke změně vlastnictví jednotek. Úpravou souborů mohly být změněny také pravidla umístění jednotek. Jednotky tak mohly být umístěny na jakýkoli terén nebo na jiné jednotky, díky čemuž vznikly nové možnosti designování map. Dále byly objeveny nové šablony terénů, mód pro ztrojnásobení životů každé jednotky a nástroj pro úpravu velikosti map.

### Civilizace
Hráč si vybírá jednu z dvanácti dostupných civilizací, které jsou roztříděny do čtyř skupin podle jejich architektonických stylů, jež ovlivňují jejich vzhled ve hře. Jedná se o východoasijskou, mezopotámskou, egyptskou a řeckou architekturu.

### Technologie
Technologie jsou zkoumány v konkrétních budovách, s nimiž zpravidla souvisí. Například náboženský výzkum je prováděn v chrámech a vylepšená zbroj je zkoumána ve skladech (Storage Pit). Technologický pokrok se vyskytuje v řadě kategorií, jako jsou vojenská vylepšení (lepší zbraně a výzbroj pro jednotky), ekonomická vylepšení (zvýšení účinnosti shromažďování surovin), náboženská vylepšení (rychlejší konverze a více schopností pro kněze) a vylepšení infrastruktury (silnější opevnění a odolnější budovy). Jakmile jsou vyzkoumány základní technologie, mohou být k dispozici technologie pokročilejší. Některé z nich však nejsou pro určité civilizace dostupné.
Technologie hrají ve strategii hry velmi důležitou roli. Jak civilizace postupuje v průběhu věků, jsou technologie stále dražší, což ztěžuje získávání potřebných surovin na jejich výzkum. Rozdíl mezi vítězstvím a porážkou tak může znamenat pouhé vyvážení pracovní síly vesničanů v různých zdrojích daných surovin.

#### Jednotky
Hráči ovládají různé civilní a vojenské jednotky. Většinu jednotek lze vylepšit výzkumem (např. rychlejší sběr u vesničanů, silnější brnění u vojenských jednotek a delší dostřel u lučištníků). Ve hře převažují pozemní jednotky. Nejzákladnějšími jednotkami jsou v ní vesničané. Jejich primární funkcí je shromažďování surovin, kácení stromů na dřevo, těžba kamene a zlata a lov, sběr, farmaření nebo rybolov za účelem získání potravy.
Vesničané mohou stavět budovy a opravovat budovy i námořní plavidla; v případě potřeby jsou schopni také bojovat nablízko. Kněží jsou nebojové jednotky, jež mohou léčit zdarma vlastní a spojenecké jednotky, včetně obléhacích (na rozdíl od hry Age of Empires II), nebo „konvertovat“ nepřátelské jednotky a u některých národů po objevení monoteismu i budovy (v takovém případě cílová jednotka změní svou loajalitu, resp. příslušnost k národu). Pěší jednotky, jako jsou šermíři a hoplíté, útočí na krátkou vzdálenost. Mezi jízdní jednotky patří válečné vozy, jezdectvo a váleční sloni. Lučištníci na koni nebo pěší útočí na dlouhou vzdálenost. Obléhací jednotky jsou dvojího typu: katapulty a balisty. Katapulty vrhají kameny, které způsobují poškození výbuchem a zasahují všechny jednotky v malé oblasti, jsou tak účinné zejména proti budovám a skupinám jednotek. Mohou však zasáhnout i vlastní jednotky a je třeba je tak používat obezřetně, aby hráči nezpůsobili škodu sami sobě. Balisty působí menší škody na budovách a jednotkách, střílejí však rychleji a jsou levnější na výrobu než katapulty. Obléhací jednotky jsou relativně drahé a zranitelné, měly by být proto chráněny dalšími jednotkami.
Námořní jednotky hrají ve hře často druhořadou roli, ale mohou mít zásadní význam pro vítězství. Rybářské lodě plní podobnou úlohu jako vesničané v tom smyslu, že mohou lovit ryby. Obchodní lodě obchodují se surovinami ze zásob a směňují je za zlato v docích jiného hráče, přičemž množství získaného zlata je relativní vzhledem ke vzdálenosti mezi oběma doky. Transportní lodě převážejí pozemní jednotky z jedné oblasti pevniny do druhé. Válečné lodě mohou kromě útoků na nepřátelské lodě velmi účinně útočit na pozemní jednotky v blízkosti pobřeží (protože jednotky pro boj zblízka se nemohou bránit). Válečné lodě se dodávají buď ve formě galér, jež střílejí šípy, nebo triér, které vystřelují velké šípy (podobně jako balisty), blesky nebo balvany (velmi účinné proti budovám v blízkosti pobřeží).
Typy jednotek jsou stejné bez ohledu na civilizaci (některé civilizace však mohou mít vylepšené varianty těchto jednotek). Například korejský šermíř s dlouhým mečem z Kočosonu je totožný s perským nebo fénickým, stejně jako lučištníci, sekerníci, šermíři s krátkými meči, jezdci atd. Některé zbroje a oblečení jsou historicky nepřesné, šermíř s dlouhým mečem se podobá spíše římským pretoriánům. Některé jednotky byly ve hře k dispozici i civilizacím, které je historicky nikdy neměly; hoplíty mohou cvičit všechny civilizace kromě Peršanů a některé středoasijské civilizace mohou cvičit římské legie a centuriony, přičemž Japonci z období Jamato mohou stavět triéry.

#### Budovy
Městské centrum (Town Center) je jednou z nejdůležitějších budov ve hře. Vytvářejí se v ní vesničané a zkoumá se postup věky. Ve většině scénářů začíná každý hráč s jedním městským centrem; možnost postavit více městských center se odemkne postavením vládního centra (Government Center) během doby bronzové. Městské centrum poskytuje podporu pro čtyři jednotky obyvatel. Aby bylo možné vytvořit více jednotek, je třeba postavit domy. Každý dům podporuje čtyři jednotky, a přestože lze postavit libovolný počet domů, mohou podporovat maximálně padesát jednotek. Do tohoto limitu se započítávají i obléhací jednotky a lodě, ne však strážní věže.
Vojenské jednotky se vytvářejí v budovách, jež přísluší jejich poli působnosti, například všechny námořní jednotky se vytvářejí v docích. Hradby a věže jsou součástí obranného opevnění (Age of Empires byla jednou z prvních realtimových strategií, jež obsahovala dostatečně silné hradby, které bylo možné použít k obraně). Farmy slouží k produkci potravin. Sýpky, sklady a městské centrum slouží k ukládání surovin, které vesničané získali. Do městského centra lze ukládat všechny suroviny, do skladiště také s výjimkou zemědělských produktů z farem a keřů, což jsou naopak jediné suroviny přijímané sýpkami, do kterých není možné nosit ani maso.
Divy jsou obrovské památky představující architektonické úspěchy své doby, jako jsou například egyptské pyramidy. Jejich stavba vyžaduje obrovské množství surovin a staví se velmi pomalu. Divy nemohou vytvářet jednotky ani provádět výzkum. Ve scénářích s podmínkami Standard Victory (standardního vítězství) může hráč vyhrát, pokud postaví div a zabrání jeho zničení po dobu 2 000 let (v reálném světě asi 10 minut). Postavení divu také výrazně zvyšuje hráčovo skóre. Cílem hráčů je obvykle zničit nepřátelské divy, a to zejména za podmínek standardního vítězství. Z tohoto důvodu a také proto, že div je poměrně snadné zničit, musí být stavba vždy dobře střežena.

## Vývoj
Age of Empires (v produkci pod pracovním názvem Dawn of Man) bylo první hrou, kterou vyvinula společnost Ensemble Studios. Její historické prostředí bylo zvoleno tak, aby bylo věrohodnější a přístupnější než ve stávajících hrách, tedy aby byla vhodná zejména pro příležitostné hráče. V té době se ostatní realtimové strategie odehrávaly ve sci-fi a fantasy světech, díky historickému prostředí tak mohlo Age of Empires vyniknout. Designéři se do značné míry inspirovali hrou Civilization a jejím osvědčeným historickým zasazením, což recenzenti označili za pozitivní. Hra byla oznámena v červnu 1996 na veletrhu Electronic Entertainment Expo. Na jejím designu se podíleli Bruce Shelley, Tony Goodman (zodpovědný za výtvarné zpracování hry) a Dave Pottinger (měl na starosti umělou inteligenci hry). Hudbu režíroval Stephen Rippy (režíroval ji i u dalších dílů série) a příležitostně mu pomáhal jeho bratr David Rippy a Kevin McMullan. Původní hudbu v Age of Empires vytvořil pomocí zvuků skutečných nástrojů z jednotlivých období hry a jejich digitálních samplů. Melodie vznikly na základě rozsáhlého výzkumu kultur, stylů a používaných nástrojů.

### The Rise of Rome
The Rise of Rome je datadiskem ke hře Age of Empires. Je založen na vzestupu Římské říše a přidává do hry Římskou říši a tři další hratelné civilizace. Oficiálně byl vydán 22. října 1998.
Z hlediska hratelnosti přineslo rozšíření řadu úprav, například řazení jednotek do fronty, možnost dvakrát kliknout na jednu jednotku a zvýraznit další jednotky stejného typu, vyvážení poškození způsobeného katapulty a možnost zvýšit limit populace nad 50 (pouze v režimech pro více hráčů). Po instalaci aktualizace 1.0a z roku 1999 bylo také možné použít klávesu tečky k procházení nečinných vesničanů. The Rise of Rome také představuje novou římskou architekturu, jež je společná pro všechny čtyři nové civilizace, tedy Římanům, Palmýřanům, Makedoncům a Kartagincům. Byly přidány čtyři nové zkoumatelné technologie. Mezi další novinky patří pět nových jednotek, čtyři nové náhodné typy map a možnost zvětšení velikosti mapy. Výrazně vylepšen byl také pathfinding (hledání cest) všech jednotek. Pro rozšíření byla složena nová hudba, která zcela nahradila tu původní. Po poslední oficiální aktualizaci od vývojářů pokračovala komunita hry v její podpoře pomocí fanouškovské neoficiální aktualizace, jež řešila zbývající chyby a zlepšila kompatibilitu s moderním hardwarem a operačními systémy.
Podle Microsoftu si demo datadisku The Rise of Rome do dubna 1999 stáhl jen z oficiálních webových stránek 1 milion uživatelů  a dalších 350 000 si jej stáhlo z webu Download.com společnosti CNET. Do června 2001 dosáhly prodeje hry 1,2 milionu kusů. The Rise of Rome získal v roce 1998 od časopisu Computer Games Strategy Plus ocenění „Doplněk roku“. Redaktoři napsali, že „přidal zcela nové kampaně, zdokonalená pravidla a nový herní zážitek pro již tak vysoce ceněný titul“.

## Definitive Edition
V červnu 2017 oznámil Adam Isgreen, kreativní ředitel společnosti Microsoft Studios, na veletrhu Electronic Entertainment Expo hru Age of Empires: Definitive Edition. Dodal, že se na jejím vývoji podílelo nové interní studio Forgotten Empires. Hra obsahuje přepracovanou grafiku s podporou rozlišení 4K, remasterovaný soundtrack a další vylepšení hratelnosti. Její vydání bylo plánováno na 19. října 2017, bylo však odloženo na 20. února 2018. Age of Empires: Definitive Edition bylo vydáno v aplikaci Windows Store; na stránce Metacritic obdrželo smíšené nebo průměrné recenze s váženým skóre 70 bodů ze 100. Časopis PC Gamer udělil hře 60/100 a označil ji za „solidní remake hry, která už prošla svou dobou“. Daniel Starkey z GameSpotu jí dal 6/10 a pochválil její grafiku v rozlišení 4K a vylepšený soundtrack, ale kritizoval staré přetrvávající problémy.